# オオヨロイトカゲ
オオヨロイトカゲ (Smaug giganteus) は、爬虫綱有鱗目ヨロイトカゲ科Smaug属に分類されるトカゲ。Smaug属の模式種。

## 分布
南アフリカ共和国北東部

## 形態
最大全長40センチメートル。頭胴長15 - 20.5センチメートルとヨロイトカゲ科最大種（カタトカゲ科をヨロイトカゲ科の亜科とした場合を除く）。種小名 giganteus は「巨大な」の意。左右の鼻孔が開口する鱗（鼻板）は接せず、吻端を覆う鱗（吻端鱗）と額鼻板は接する。後頭部には刺状突起がある大型鱗が4枚並ぶ。胴体背面は筋状の盛り上がり（キール）のある大型の棘状鱗（縦22 - 25列、横10 - 12列）で覆われる。大腿部に小さい孔の空いた鱗（大腿孔）が20 - 24枚並ぶ。尾は刺状突起がある大型鱗が環状に並ぶ。背面の体色は黄色や暗褐色で、不明瞭な暗色斑が入る個体もいる。頭部や体側面、腹面の体色は黄色で、胸部に不明瞭な暗色斑が入る個体もいる。
出産直後の幼体は全長11.5 - 15センチメートル。幼体は背面に不規則な赤褐色の横縞、尾には黄色や黒の横縞や赤や橙色の斑点が入る。

## 分類
2011年にヨロイトカゲ科の核DNAとミトコンドリアDNAの分子系統推定から、旧ヨロイトカゲ属Cordylusがニセヨロイトカゲ属Pseudocordylusやヘビトカゲ属Chamaesauraを含まない偽系統群という解析結果が得られた。そのため旧ヨロイトカゲ属を6属に細分化し、本種を模式種とした新属Smaug（ホビットの冒険に登場するスマウグに由来する）に分類する説が提唱された。

## 生態
平坦もしくは傾斜の緩やかな草原に生息する。日光浴を非常に好み太陽へ向かい四肢を広げて頸部を反りあげる姿勢をとり、この姿勢が英名（Sungazer=太陽を見つめるもの）の由来となっている。長さ1.5 - 2メートル、深さ0.4メートルに達する深い横穴を掘って生活する。危険を感じると、巣穴へ逃げ込む。冬季は巣穴の中でじっとして過ごす。
甲虫類やバッタ類・シロアリ類などの昆虫、クモ、多足類、小型のトカゲ類などを食べる。飼育下ではマウスの幼獣を食べた例もある。
繁殖様式は胎生。1 - 2頭の幼体を産み、出産期は夏季から秋季にかけて。出産間隔は隔年。

## 人間との関係
薬用になると信じられていることもある。
トウモロコシやヒマワリ用の農地開発や石炭採掘による生息地の破壊、薬用やペット用の採集などにより生息数が減少している。飼育下繁殖個体が正規輸出された例もあるが、飼育下繁殖例の報告がなく実際に飼育下で繁殖された個体が輸出されているのか疑問視されている。野生個体を飼育下繁殖個体と偽って輸出、あるいは別の国を経由して飼育下繁殖個体と偽って輸出されていると考えられている。1982年に旧ヨロイトカゲ属単位、2017年からはSmaug属単位でワシントン条約附属書IIに掲載されている。
ペットとして飼育されることもあり、日本にも輸入されている。